# Lam Sơn, thành phố Thanh Hóa
Lam Sơn là một phường thuộc trung tâm thành phố Thanh Hóa, tỉnh Thanh Hóa, Việt Nam.

## Địa lý
Phường Lam Sơn nằm ở trung tâm thành phố Thanh Hóa, có vị trí địa lý:
- Phía đông giáp phường Đông Hương và phường Đông Sơn
- Phía tây giáp phường Ba Đình và phường Tân Sơn
- Phía nam giáp phường Đông Vệ và phường Ngọc Trạo
- Phía bắc giáp phường Điện Biên và phường Trường Thi.

Phường Lam Sơn có diện tích 0,91 km², dân số năm 1999 là 11.417 người, mật độ dân số đạt 12.546 người/km².

## Lịch sử
Trước đây, địa bàn phường Lam Sơn vốn là làng Phú Cốc.
Sau năm 1954, thành lập tiểu khu Hoàng Hoa Thám, một trong 7 tiểu khu của thị xã Thanh Hóa.
Năm 1981, chuyển tiểu khu Hoàng Hoa Thám thành phường Lam Sơn như hiện nay.

## Hạ tầng
Ngã tư bưu điện - ngã tư trung tâm của thành phố Thanh Hóa nằm trên địa bàn phường Lam Sơn.
Đoạn đường đi thành phố Sầm Sơn bắt đầu từ Quốc lộ 1 đến cầu Cốc được đặt theo tên của vị thủ lĩnh phong trào Cần Vương Tống Duy Tân. Ông bị xử tử ngày 5 - 10 - 1982 tại làng Phú Cốc (phường Lam Sơn ngày nay), và được nhân dân làng Phú Cốc lập đền thờ.
Phường Lam Sơn có công viên Thanh Quảng, thể hiện tình hữu nghị giữa 2 tỉnh Thanh Hóa - Quảng Nam, có chợ Vườn Hoa buôn bán rau củ từ vùng ngoại ô.